# Mehdi Zana
Mehdi Zana, né le 20 décembre 1940, à Silvan dans la province de Diyarbakir, est un homme politique turc d'origine kurde.

## Biographie
Il épouse en 1975 sa jeune cousine, Leyla Zana, alors âgée de 17 ans. Dirigeant du Parti ouvrier de Turquie, élu maire indépendant de Diyarbakir en 1978, Mehdi Zana occupa ce poste jusqu'au coup d'État militaire du 12 septembre 1980. 
Il est arrêté sans aucune charge douze jours après et condamné à trente-six ans de prison par un tribunal militaire pour « atteinte aux sentiments nationaux », il reste onze ans derrière les barreaux, jusqu'en mai 1991,. En 1995, il raconte dans son livre les conditions inhumaines de sa détention et ses geôliers n'hésitant pas à utiliser la torture et la pression psychologique pour obtenir de faux aveux.
Il fit ensuite l’objet de poursuites pénales en raison des déclarations qu’il avait faites lors d’une conférence de presse au Parlement européen en octobre 1992, puis devant la sous-commission des droits de l’homme du Parlement européen en décembre de la même année. Il avait alors relaté sa lutte personnelle pour la reconnaissance des droits des Kurdes en Turquie et condamné les actions des autorités turques dans le Sud-Est du pays, faisant notamment état de la destruction de villages et des violences infligées à la population kurde. Estimant que ses propos tendaient à démontrer qu’il existe en Turquie une nation kurde séparée de la nation turque, la cour de sûreté de l’État d’Ankara le reconnut coupable de propagande séparatiste et le condamna en mai 1994 à quatre ans d’emprisonnement. Cette peine fut ramenée à deux ans lorsque la cour de sûreté de l’État réexamina l’affaire en 1995, et Mehdi Zana, qui avait été arrêté et incarcéré en 1994, fut alors remis en liberté. Il reste cependant privé à vie de ses droits politiques. Dès lors, il décide de ne plus parler qu'en kurde, sa langue maternelle.[réf. nécessaire]
Il s'exile ensuite en Suède jusqu'en 2004, date de son retour en Turquie[réf. nécessaire].